# Eva Němcová
Eva Němcová, po mężu Horáková (ur. 3 grudnia 1972 w Pradze) – czeska koszykarka występująca na pozycji silnej skrzydłowej.
Pochodzi ze sportowej rodziny. Jej ojciec Zdeněk Němec i matka Jiřina Němcová byli dyskobolami, dodatkowo matka skakała także wzwyż. Ojciec wystąpił na igrzyskach olimpijskich w 1960 roku, natomiast matka w 1956, 1960 i  1964 roku.
W 1997 roku rozpoczęła występy w lidze WNBA, jako pierwsza czeska zawodniczka w historii.
Dwukrotnie (2006–2009, 2009–2012) przerywała swoją karierę z powodu przewlekłych kontuzji kolan.

## Osiągnięcia
Na podstawie, o ile nie zaznaczono inaczej.

### WNBA
- Zaliczona do:
  - I składu WNBA (1997)
  - II składu WNBA (1998)
- Uczestniczka meczu gwiazd WNBA (1997, 1998)
- Laureatka WNBA Peak Performers Award (1999 w kategorii skuteczności rzutów wolnych)
- Liderka WNBA w skuteczności rzutów:
  - wolnych (1999)
  - za 3 punkty (1997, 1998)[5]

### Drużynowe
- Mistrzyni:
  - Euroligi (1997, 1998)
  - Francji (1997, 1998)

### Indywidualne
- Najlepsza zawodniczka Europy (1996)
- Zagraniczna MVP ligi francuskiej (1997, 1998)
- Liderka strzelczyń mistrzostw Francji (1997)

### Reprezentacja
Drużynowe
- Mistrzyni:
  - Europy (2005)
  - Europy U–18 (1989)
- Uczestniczka:
  - igrzysk olimpijskich (1992 – 6. miejsce)
  - mistrzostw:
    - świata (1990 – 4. miejsce)
    - Europy (1991 – 5. miejsce, 1995 – 7. miejsce, 1999 – 5. miejsce, 2003, 2005)

Indywidualne
- MVP Eurobasketu (1995)
- Zaliczona do I składu mistrzostw Europy (1995)